# 高野勝
高野 勝（たかの まさる、1957年9月25日 - ）は、日本画家。

## 経歴
- 1957年 福岡県小倉市出身
- 1981年 フィナール国際美術展にて大賞受賞
- 1982年 多摩美術大学日本画科卒業
- 2010年 式年遷宮記念神宮美術館による特別展「光―歌会始御題によせて―」に出品

## 主な作品
- 「Primary Memory(原初の記憶)」
- 「瞬間の永遠」
- 「GAIA」
- 「カシオペア」